# The Two Brothers (film 1910)
The Two Brothers è un cortometraggio muto del 1910 diretto da David W. Griffith. Fu l'esordio sullo schermo, nel ruolo di una messicana, per Gertrude Claire, un'attrice teatrale che avrebbe girato nella sua carriera oltre un centinaio di pellicole.
L'attore Art Acord viene citato da più fonti come una delle controfigure / stuntman impiegate nel film che, però non appare nella filmografia di George A. Katchmer in Eighty Silent Film Stars: Biographies and Filmographies of the Obscure to the Well Known.

## Trama
Jose e Manuel, due fratelli che vivono a Camarillo, appartengono a un'aristocratica casata spagnola ma benché siano stati allevati da una madre nobile di nascita e di carattere, i due non possono essere uno più diverso dall'altro. Jose è un giovane onesto e rispettoso mentre Manuel, la pecora nera della famiglia, alla processione di Pasqua, si presenta ubriaco, ridendo dei sacerdoti e dei religiosi, tanto da suscitare lo sdegno della madre che lo manda via di casa. Il giovane si unisce così a un gruppo di fuorilegge. Nel frattempo, Jose conquista la bella Red Rose. Un giorno, rivede il fratello al quale spara, ferendolo a un braccio. Manuel si rifugia tra le rovine della missione, dove viene trovato da Red Rose e da una sua amica. Quest'ultima cura il giovane che può così tornare al campo dei fuorilegge, meditando vendetta nei confronti del fratello che sta per sposare la sua promessa. I banditi irrompono nel corso della cerimonia di nozze, catturando Jose che viene portato alla presenza di Manuel. Ma, tra i prigionieri, il giovane vede anche la ragazza che lo ha curato: decide allora di lasciare liberi tutti. La ragazza, che si era innamorata di Manuel appena l'aveva visto per la prima volta, conquista il suo cuore e si fa portare all'altare da lui. Manuel ora ha qualcuno che lo aiuta a combattere le sue inclinazioni peggiori e che lo riporta sulla retta via.

## Produzione
Il film fu prodotto dalla Biograph Company. Fu girato in California, a San Juan Capistrano.

## Distribuzione
Distribuito dalla Biograph Company, il film - un cortometraggio in una bobina - uscì nelle sale cinematografiche statunitensi il 4 aprile o il 12 maggio 1910.
Il copyright del film, richiesto dalla Biograph, fu registrato il 14 maggio 1910 con il numero J141292.